# Premis FPCAT
La Generalitat de Catalunya, a través de l'Agència Pública de Formació i Qualificació Professionals de Catalunya, organisme autònom adscrit al Departament de la Presidència organitza i lliura els Premis #FPCAT a les bones pràctiques promogudes en el camp de la Formació Professional.
Els premis es van lliurar per primera vegada el 2019 i reconeixen, valoren i fomenten les bones pràctiques a les trajectòries individuals; als centres formatius, que imparteixen formació professional inicial o ocupacional; a les empreses i altres entitats; a les persones usuàries de centres de formació professional i al premi a la recerca en el camp de la formació professional. La creació dels premis es va fer a través de l'Ordre PRE/163/2019, d'1 d'agost, per la qual es creen els Premis #FPCAT a les bones pràctiques promogudes en el camp de la Formació Professional., i es van modificar amb l'Ordre PRE/237/2020, de 31 de desembre, per la qual es modifiquen els Premis #FPCAT a les bones pràctiques promogudes en el camp de la Formació Professional.
Els Premis #FPCAT inclouen les categories següents:
- Bones pràctiques a les trajectòries individuals, de reconeixement de les actuacions dutes a terme per persones físiques en l'exercici de les seves professions.
- Bones pràctiques als centres formatius, de reconeixement d'experiències notables dutes a terme per centres que imparteixen formació professional inicial o ocupacional.
- Bones pràctiques a les empreses i altres entitats, de reconeixement de contribucions significatives a la construcció d'una formació professional de qualitat dutes a terme per entitats públiques i privades.

Els premis tenen caràcter honorífic, consisteixen en un diploma i un guardó acreditatiu i no comporten dotació econòmica.
El guardó consisteix en una rèplica de l'escultura "El Forjador" de Josep Llimona i Bruguera.

## Antecedents dels Premis #FPCAT
Entre 2014 i 2017 el Consell Català de Formació Professional va lliurar els Premis a la trajectòria individual desenvolupada en el camp de la formació professional, essent els antecessors dels actuals Premis #FPCAT.
La principal diferència entre aquests premis i els actuals rau en el fet que els antecessors només es lliuraven a persones físiques, fent un reconeixement a la trajectòria individual desenvolupada en el camp de la formació professional. Actualment és preveu també el reconeixement a organitzacions.

## Personalitats i organitzacions premiades
- Edició 2022[5][6]
- Edició 2021[7][8]
- Edició 2020[9][10]
- Edició 2019[11]
- Premis a la trajectòria individual desenvolupada en el camp de la formació professional del Consell Català de Formació Professional, edició 2017.[12]
- Premis a la trajectòria individual desenvolupada en el camp de la formació professional del Consell Català de Formació Professional, edició 2016.[13]
- Premis a la trajectòria individual desenvolupada en el camp de la formació professional del Consell Català de Formació Professional, edició 2015.[14]
- Premis a la trajectòria individual desenvolupada en el camp de la formació professional del Consell Català de Formació Professional, edició 2014.[15]
- Personalitats i organitzacions premiades, entre 2019 i 2022 (fitxer dades obertes de la Generalitat de Catalunya)[16]